# Agalinis aphylla
Agalinis aphylla är en snyltrotsväxtart som först beskrevs av Thomas Nuttall, och fick sitt nu gällande namn av Constantine Samuel Rafinesque. Agalinis aphylla ingår i släktet Agalinis och familjen snyltrotsväxter. Inga underarter finns listade i Catalogue of Life.